# Danh sách hiệu kỳ tại Đức
Dưới đây là danh sách các loại cờ từng được dùng làm cờ hiệu của các tổ chức chính trị - xã hội cấp quốc gia tại Đức trong lịch sử, được các tài liệu độc lập và có uy tín ghi nhận:

## Quốc kỳ
| Cờ | Thời điểm                                                     | Sử dụng | Mô tả                                                                  |
| -- | ------------------------------------------------------------- | ------- | ---------------------------------------------------------------------- |
|    | 1949 - nay (Tây Đức và Đức thống nhất) 1949 - 1959 (Đông Đức) | Quốc kỳ | Ba dải ngang với ba màu đen, đỏ và vàng.                               |
|    | 1959 - 1990                                                   | Quốc kỳ | Ba dải ngang với ba màu đen, đỏ và vàng cùng Quốc huy Đông Đức ở giữa. |

## Hiệu kỳ chính phủ
| Cờ | Thời điểm                 | Sử dụng                | Mô tả |
| -- | ------------------------- | ---------------------- | ----- |
|    | 1921 - 1926, 1950 đến nay | Hiệu kỳ Tổng thống Đức |       |

## Một số lá cờ từng xuất hiện trong lịch sử

### Đế quốc Đức (1871 - 1918)

Quốc kỳ (1871 - 1918)
1896 - 1918
Quân kỳ (1871 - 1892)
Quân kỳ (1892 - 1903)

Quân kỳ (1903 - 1918)
Quân kỳ Hải quân (1871 - 1903)
Quân kỳ Hải quân (1903 - 1921)

### Cộng hòa Weimar (1919 - 1933)

Quốc kỳ (1918-1933)
Quân kỳ (1919-1921)
Quân kỳ (1922-1933)
Quân kỳ Hải quân (1919 - 1933)

### Đức Quốc xã (1933-1945)

Quốc kỳ (1933–1935)
Quốc kỳ (1935–1945)
Quân kỳ (1938-1945)

### Đồng minh chiếm Đức (1945-1949)

Quốc kỳ (1945-1949)
Quốc kỳ Vùng bảo hộ Saar
Quốc kỳ Liên Xô thời kỳ chiếm đóng Đông Đức
Quốc kỳ Anh Quốc thời kỳ chiếm đóng Tây Đức
Quốc kỳ Pháp thời kỳ chiếm đóng Tây Đức
Quốc kỳ Hoa Kỳ thời kỳ chiếm đóng Tây Đức